# Mentor Graphics
Mentor Graphics — заснована в США в 1981 році міжнародна корпорація, що працює в галузі автоматизації проектування електроніки (EDA) для електротехніки і електроніки. У 2004 році компанія займала третє місце в EDA-індустрії. Штаб-квартира компанії розташована в Вілсонвілі, штат Орегон. Компанія налічує більше 4,000 співробітників по всьому світу.